# Aston Bank, Worcestershire
Denna artikel handlar om byn Aston Bank, för andra betydelser se Aston Bank (olika betydelser).
Aston Bank är en by i Worcestershire i West Midlands i England. Byn ligger en kilometer sydväst om Boraston och en kilometer nordost om Newnham Bridge. Byns kyrka heter St Michael's Church.